# فرجان سيدي حمادي (لمزوضية)
فرجان سيدي حمادي هي إحدى مشيخات المملكة المغربية، تتبع جغرافيا لإقليم شيشاوة وإداريًا للمزوضية. يقدر عدد سكانها بـ 7050 نسمة حسب الإحصاء الرسمي للسكان والسكنى لسنة 2004.